# 勒帕萨日 (伊泽尔省)
勒帕萨日（法語：Le Passage，法語發音：[lə pasaʒ]）是法国伊泽尔省的一个市镇，位于该省中北部略偏西，属于拉图尔迪潘区。该市镇总面积6.68平方公里，2009年时的人口为761人。

## 人口
勒帕萨日人口变化图示